# Gemma Jones

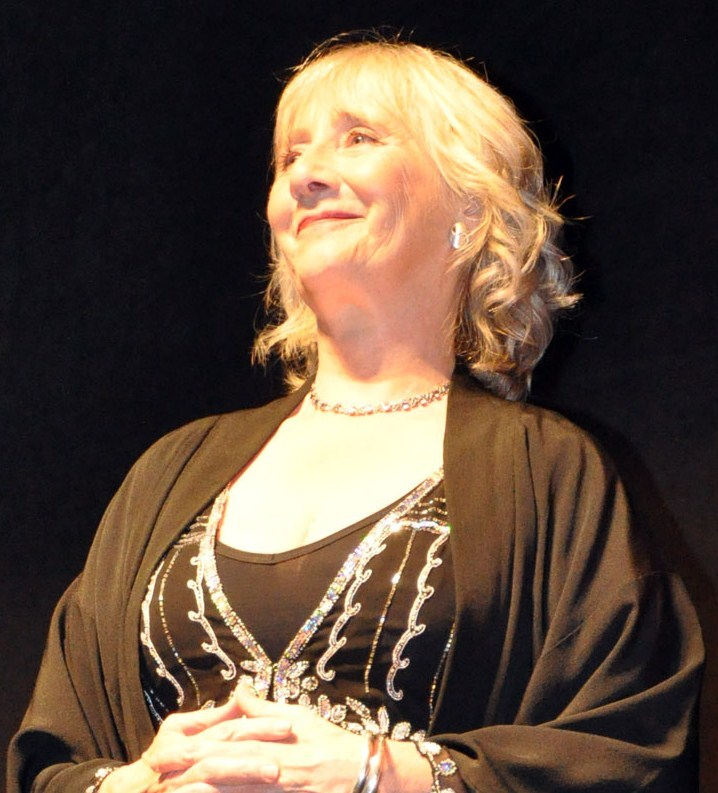
Gemma Jones (2010)

Gemma Jones (* 4. Dezember 1942 in London, England, als Jennifer Jones) ist eine britische Theater- und Filmschauspielerin.

## Leben
Gemma Jones kam in London als Tochter des Schauspielers Griffith Jones (1909–2007) und seiner Ehefrau Irene (1911–1985, geborene Isaacs) zur Welt. Ihr jüngerer Bruder Nicholas Jones (* 1946) arbeitet ebenfalls als Schauspieler. Aus einer Beziehung mit dem Schauspieler Sebastian Graham Jones (1947–2004) hat sie den Sohn Luke, der heute als Produzent im Filmgeschäft tätig ist.
Gemma Jones besuchte die renommierte Londoner Royal Academy of Dramatic Art, wo sie ihre Schauspielausbildung erhielt. Seit 1962 arbeitet sie als Schauspielerin, wobei sie zunächst vor allem Theaterrollen übernahm. 1966 spielte sie die Rolle der Opernsängerin Giuseppina Strepponi im Stück After Aida am Old Vic Theatre; anschließend war sie an den wichtigsten Bühnen Londons zu sehen. Beispielsweise trat sie 2011 als Königin Margarete an der Seite von Kevin Spacey in einer Old-Vic-Produktion von Shakespeares Richard III. auf.
Bereits seit den frühen 1960er-Jahren ist Jones regelmäßig in britischen Fernsehproduktionen zu sehen. So spielte sie unter anderem 1974 in der britischen Fernsehserie Fall of Eagle die Prinzessin Victoria und von 1976 bis 1977 im BBC-Drama The Duchess of Duke Street die Rolle der Louisa Trotter. Von 2007 bis 2008 hatte sie eine wiederkehrende Rolle in der Fernsehserie Spooks – Im Visier des MI5. Für ihren Auftritt im britischen Fernsehfilm Marvellous gewann sie 2015 den British Academy Television Award als Beste Nebendarstellerin.
1995 war Jones neben Kate Winslet, Alan Rickman und Emma Thompson in dem Filmdrama Sinn und Sinnlichkeit in der Rolle der Mrs. Dashwood zu sehen. Anschließend übernahm sie vermehrt Kinorollen. So wurde sie einem breiten Publikum unter anderem durch ihre Rolle als Mutter der Titelfigur in den Filmkomödien Bridget Jones – Schokolade zum Frühstück (2001), Bridget Jones – Am Rande des Wahnsinns (2004) und Bridget Jones’ Baby (2016) bekannt. Außerdem spielte sie in drei Harry-Potter-Filmen die Rolle der fürsorglichen Schulkrankenschwester Madame Pomfrey.

## Filmografie (Auswahl)
- 1962: No Hiding Place (Fernsehserie, Folge 4x31)
- 1965: Treasure Island (Fernsehfilm)
- 1965–1966: Theatre 625 (Fernsehserie, 2 Folgen)
- 1970: The Spoils of Poynton (Miniserie, 4 Folgen)
- 1971: Die Teufel (The Devils)
- 1974: Sturz der Adler (Fall of Eagles, Miniserie, 2 Folgen)
- 1975: Thriller (Fernsehserie, Folge 6x04)
- 1976–1977: Das Hotel in der Duke Street (The Duchess of Duke Street, Fernsehserie, 31 Folgen)
- 1980: Jackanory (Fernsehserie, 5 Folgen)
- 1987: Inspektor Morse, Mordkommission Oxford (Inspector Morse, Fernsehserie, Folge 1x01)
- 1988: Paperhouse – Albträume werden wahr (Paperhouse)
- 1988: Black Hill (On the Black Hill)
- 1990: Inspektor Wexford ermittelt (The Ruth Rendell Mysteries, Fernsehserie, 3 Folgen)
- 1991: Devices and Desires (Miniserie, 6 Folgen)
- 1995: Eine Sommernachtsliebe (Feast of July)
- 1995: Sinn und Sinnlichkeit (Sense and Sensibility)
- 1996: Die Wolfsfrau (Wilderness, Miniserie, 2 Folgen)
- 1997: Jane Eyre (Fernsehfilm)
- 1997: Oscar Wilde (Wilde)
- 1997: Phönix, der Zaubervogel (The Phoenix and the Carpet, Miniserie, 6 Folgen)
- 1998: O.K. Garage
- 1998: Vom Fliegen und anderen Träumen (The Theory of Flight)
- 1999: The Winslow Boy
- 1999: Cotton Mary
- 2000: Longitude – Der Längengrad (Longitude, Fernsehfilm)
- 2001: Bridget Jones – Schokolade zum Frühstück (Bridget Jones’s Diary)
- 2001: Sin noticias de Dios
- 2002: Inspector Barnaby (Midsomer Murders, Fernsehserie, Folge 5x03 Glockenschlag zum Mord)
- 2002: Harry Potter und die Kammer des Schreckens (Harry Potter and the Chamber of Secrets)
- 2003: Shanghai Knights
- 2003: Agatha Christie’s Poirot (Fernsehserie, Folge 9x01 Das unvollendete Bildnis)
- 2003–2008: Der Preis des Verbrechens (Trial & Retribution, Fernsehserie, 10 Folgen)
- 2004: Bridget Jones – Am Rande des Wahnsinns (Bridget Jones: The Edge of Reason)
- 2005: Fragile
- 2005: All About George (Fernsehserie, 6 Folgen)
- 2007: The Contractor – Doppeltes Spiel (The Contractor)
- 2007: Ballet Shoes (Fernsehfilm)
- 2007–2008: Spooks – Im Visier des MI5 (Spooks, Fernsehserie, 16 Folgen)
- 2008: Good
- 2009: Harry Potter und der Halbblutprinz (Harry Potter and the Half-Blood Prince)
- 2010: Die geheimen Tagebücher der Anne Lister (The Secret Diaries of Miss Anne Lister, Fernsehfilm)
- 2010: Ich sehe den Mann deiner Träume (You Will Meet a Tall Dark Stranger)
- 2011: Harry Potter und die Heiligtümer des Todes – Teil 2 (Harry Potter and the Deathly Hallows – Part 2)
- 2011: In guten Händen (Hysteria)
- 2011: Merlin – Die neuen Abenteuer (Merlin, Fernsehserie, 2 Folgen)
- 2013: Death in Paradise (Fernsehserie, Folge 2x02 Der Graf von Monte Christo)
- 2013: The Lady Vanishes (Fernsehfilm)
- 2013: Atlantis (Fernsehserie, Folge 1x09)
- 2014: Radiator
- 2015: Doc Martin (Fernsehserie, 2 Folgen)
- 2015: Wir sind alle Millionäre (Capital, Miniserie, 2 Folgen)
- 2015–2017: Teacup Travels (Fernsehserie, 45 Folgen)
- 2016: Bridget Jones’ Baby (Bridget Jones’s Baby)
- 2017: God’s Own Country
- 2017: Diana and I (Fernsehfilm)
- 2017: You, Me and Him
- 2018: Ein Mops zum Verlieben (Patrick)
- 2019: Rocketman
- 2019–2022: Gentleman Jack (Fernsehserie, 16 Folgen)
- 2020: Ammonite
- 2020: The Crown (Fernsehserie, Folge 4x07 Die Erblinie)
- 2021: Finding Alice (Fernsehserie, 5 Folgen)
- 2021: Benediction
- 2022: Emily
- 2023: Kleine schmutzige Briefe (Wicked Little Letters)
- 2023: The Reckoning  (vierteilige Miniserie)
- 2025: Bridget Jones – Verrückt nach ihm (Bridget Jones: Mad About the Boy)
- 2025: I, Jack Wright (Fernsehserie, 6 Folgen)